# سن گریگوریو
سن گریگوریو (به ایتالیایی: San Gregorio) یک منطقهٔ مسکونی در ایتالیا است که در لاکوئیلا واقع شده‌است. سن گریگوریو ۴۳۳ نفر جمعیت دارد و ۵۸۴ متر بالاتر از سطح دریا واقع شده‌است.